# Выборы главы Республики Мордовия (2017)
Выборы главы Республики Мордовия состоялись в Мордовии 10 сентября 2017 года в единый день голосования. Прямые выборы главы республики прошли впервые с 2003 года.
На 1 января 2017 года в республике было зарегистрировано 637 071 избирателей.
Председатель Центральной избирательной комиссии Республики Мордовия — Александр Косов.

## Предшествующие события
Последние прямые выборы прошли в 2003 году. На них победил Николай Меркушкин, руководивший регионом с 1995 года. В 2005 и 2010 годах Меркушкин повторно назначался главой республики госсобранием республики по предложению Президента РФ.
В мае 2012 года Президент России Владимир Путин принял отставку Николая Меркушкина с поста главы Республики Мордовия и назначил его исполняющим обязанности губернатора Самарской области Главой республики был назначен Владимир Волков. Срок его полномочий истекал в мае 2017 года.
12 апреля 2017 года Волков подал заявление о досрочном сложении полномочий. В тот же день назначен указом Президента России Владимира Путина временно исполняющим обязанности Главы Республики Мордовия до вступления в должность лица, избранного Главой Республики Мордовия.

### Ключевые даты
- 9 июня 2017 года Госсобрание Республики Мордовия назначило выборы на единый день голосования — 10 сентября 2017 года[10].
- 9 июня опубликован расчёт числа подписей, необходимых для регистрации кандидата[11].
- по 29 июня — период выдвижения кандидатов[12].
  - агитационный период начинается со дня выдвижения кандидата и прекращается за одни сутки до дня голосования.
- с 16 по 26 июля — представление документов для регистрации кандидатов. К заявлениям должны прилагаться листы с подписями муниципальных депутатов[12].
- с 12 августа по 8 сентября — период агитации в СМИ[12].
- 9 сентября — день тишины.
- 10 сентября — день голосования.

## Выдвижение и регистрации кандидатов

### Право выдвижения
Главой республики может быть избран гражданин Российской Федерации, достигший возраста 30 лет. Одно и то же лицо не может замещать должность главы Республики Мордовия более двух сроков подряд.
В Республике Мордовия кандидаты выдвигаются только политическими партиями, имеющими в соответствии с федеральными законами право участвовать в выборах, или их региональными отделениями.
Каждый кандидат при регистрации должен представить список из трёх человек, один из которых, в случае избрания кандидата, станет представителем правительства региона в Совете Федерации.

### Муниципальный фильтр
В Республике Мордовия кандидаты должны собрать подписи 7 % муниципальных депутатов и глав муниципальных образований. Среди них должны быть подписи депутатов районных и городских советов и (или) глав районов и городских округов в количестве 7 % от их общего числа. Кроме того, кандидат должен получить подписи не менее чем в трёх четвертях районов и городского округа Саранск. По расчёту избиркома, каждый кандидат должен собрать от 230 до 241 подписи депутатов всех уровней и глав муниципальных образований, из которых от 33 до 35 — депутатов райсоветов и советов городских округов и глав районов и городских округов не менее чем 18 районах и городского округа республики.

## Кандидаты
| Кандидат        | Должность (на момент выдвижения) | Партия выдвижения      | Статус          | Кандидаты в Совет Федерации                         |
| --------------- | --- | ---------------------- | --------------- | --------------------------------------------------- |
| Пётр Вельмакин  | директор МП «Горремдорстрой» | Партия мира и единства | зарегистрирован | Павел Абрамов Татьяна Короткова Александр Шадрин    |
| Владимир Волков | врио главы Республики Мордовия | Единая Россия          | зарегистрирован | Сергей Кисляк Михаил Сезганов Пётр Тултаев          |
| Тимур Гераськин | доцент кафедры общенаучных и технических дисциплин Ковылкинского филиала Мордовского государственного университета им. Н. П. Огарёва | Справедливая Россия    | зарегистрирован | Валерий Кичкин Сергей Осипов Дина Володькина        |
| Дмитрий Кузякин | президент группы компаний «ИнМедТех», кандидат экономических наук                                                                    | КПРФ                   | зарегистрирован | Евгений Газеев Валентина Зайцева Николай Банников   |
| Евгений Тюрин   | депутат Государственного собрания Республики Мордовия                                                                                | ЛДПР                   | зарегистрирован | Галина Кораблева Алексей Захряпин Анатолий Вахтеров |

## Социологические исследования
| Опрос                             | Явка | Волков | Тюрин | Кузякин | Гераськин | Вельмакин | Испорчу бюллетень | Не пойду на выборы | Затруднились ответить |
| --------------------------------- | ---- | ------ | ----- | ------- | --------- | --------- | ----------------- | ------------------ | --------------------- |
| ВЦИОМ, 10-20 августа 2017         | -    | 58 %   | 4 %   | 3 %     | 1 %       | 1 %       | 1 %               | 6 %                | 25 %                  |
| ВЦИОМ прогноз, 10-20 августа 2017 | -    | 82,1 % | 7,7 % | 5,3 %   | 2,5 %     | 1,3 %     | 1,1 %             | -                  | -                     |

## Итоги выборов

Карта явки на выборы.

| Место                       | Место                       | Кандидат                    | Партия                      | Голосов | %       |
| --------------------------- | --------------------------- | --------------------------- | --------------------------- | ------- | ------- |
|                             | 1.                          | Владимир Волков             | Единая Россия               | 455 257 | 89,19 % |
|                             | 2.                          | Дмитрий Кузякин             | КПРФ                        | 21 326  | 4,18 %  |
|                             | 3.                          | Евгений Тюрин               | ЛДПР                        | 19 813  | 3,88 %  |
|                             | 4.                          | Тимур Гераськин             | Справедливая Россия         | 7450    | 1,46 %  |
|                             | 5.                          | Пётр Вельмакин              | Партия мира и единства      | 3633    | 0,71 %  |
| Действительных бюллетеней   | Действительных бюллетеней   | Действительных бюллетеней   | Действительных бюллетеней   | 507 479 | 99,42 % |
| Недействительных бюллетеней | Недействительных бюллетеней | Недействительных бюллетеней | Недействительных бюллетеней | 2972    | 0,58 %  |
| Всего                       | Всего                       | Всего                       | Всего                       | 510 451 | 100 %   |
|                             |                             |                             |                             |         |         |
| Явка                        | Явка                        | Явка                        | Явка                        | 510 451 | 81,96 % |
| Общее число избирателей     | Общее число избирателей     | Общее число избирателей     | Общее число избирателей     | 622 838 |         |